# 1-esanolo
L'1-esanolo è un alcool avente una catena lineare di sei atomi di carbonio e una formula strutturale così rappresentata: CH3(CH2)5OH.
Esso è un liquido incolore debolmente solubile in acqua, ma miscibile con etere dietilico e etanolo.
Esistono due isomeri dell'1-esanolo che pure possiedono una catena alchilica lineare: il 2-esanolo e il 3-esanolo; entrambi differiscono unicamente per la posizione del gruppo ossidrilico.
Esistono inoltre molti alcoli isomeri che hanno uguale formula bruta: C6H14O.
L'1-esanolo è utilizzato nell'industria dei profumi.

## Sintesi
Industrialmente l'1-esanolo è prodotto per oligomerizzazione dell'etilene utilizzando trietilalluminio e successiva ossidazione degli alchilalluminati prodotti.
Si mostra di seguito una sintesi schematizzata:
Al(C2H5)3 + 6 C2H4 → Al(C6H13)3
Al(C6H13)3 + 1½ O2 + 3 H2O → 3 C6H13OH + Al(OH)3
Il processo genera una serie di oligomeri che sono poi separati mediante distillazione.

### Metodi alternativi
Un altro metodo di sintesi coinvolge l'idroformilazione dell'1-pentene seguita dall'idrogenazione delle aldeidi risultanti. Questo metodo è utilizzato nell'industria per produrre miscele di alcoli C6 isomeri, che sono usati a loro volta come precursori di plastificanti.
In linea di principio, l'1-esene potrebbe essere convertito ad 1-esanolo mediante l'idroborazione (diborano in tetraidrofurano seguito dal trattamento con perossido di idrogeno e sodio idrossido):
Questo metodo è utile nella sintesi di laboratorio e a fini didattici, ma non ha rilevanza pratica nella sintesi industriale a causa della disponibilità commerciale di 1-esanolo prodotto in maniera molto economica dall'etilene.

## Distribuzione in natura
Si ritiene che l'1-esanolo sia un componente dell'odore dell'erba appena tagliata.
Il feromone di allarme emesso dalla ghiandola di Koschevnikov delle api contiene 1-esanolo.